# Club Deportivo Choco
Club Deportivo Choco es un equipo de fútbol de la ciudad de Redondela (Pontevedra) España. Fue fundado en 1953 y tiene cerca de 500 socios, actualmente milita en la Preferente, en el grupo 2 Sur.

## Historia
El equipo tiene antecedentes en otros clubes de la ciudad de Redondela, como Redondela Foot-ball Club (fundado en 1908), el Científico Deportivo de Redondela (1909), Sporting de Redondela o la Liga Popular Redondelana (1923. En 1932 se fundó un equipo con el nombre de Choco FC, un año más tarde cambió su nombre a la de Regojo FC, aunque desapareció en 1934. También en 1932 nacieron en el condado otros equipos, tales como Alvedosa de Reboredo o Alegría FC de Cesantes. En 1936 se creó el Redondela Sporting Club.
Ya en 1944 se fundó el CD Redondela, club multidisciplinar con secciones tales como natación, fútbol, waterpolo, tenis de mesa, traineras, ajedrez, senderismo o la caza o actividades culturales programadas. El club comenzó a competir en 1945, ese mismo año ganó el Campeonato Provincial de Aficionados y la Copa Rías Bajas en 1946.
El actual Club Deportivo Choco nació en 1953.

## Datos del club
- Temporadas en 1.ª: 0
- Temporadas en 2.ª: 0
- Temporadas en 2ªB: 0
- Temporadas en 3.ª: 14
- Temporadas en Preferente: 36
- Temporadas en 1ª Autonómica: 15
- Temporadas en 2ª Autonómica: 3
- Mayor número de goles en una temporada: 100 (1994/95)

| Temporada | Nivel | Categoría    | Puesto |
| --------- | ----- | ------------ | ------ |
| 1954/55   | 5     | 1.ª Regional | 6.º    |
| 1955/56   | 4     | Preferente   | 7.º    |
| 1956/57   | 4     | Preferente   | 1.º    |
| 1957/58   | 4     | Preferente   | 2.º    |
| 1958/59   | 4     | Preferente   | 4.º    |
| 1959/60   | 4     | Preferente   | 2.º    |
| 1960/61   | 3     | 3.ª          | 8.º    |
| 1961/62   | 3     | 3.ª          | 15.º   |
| 1962/63   | 4     | Preferente   | 1.º    |
| 1963/64   | 3     | 3.ª          | 9.º    |
| 1964/65   | 3     | 3.ª          | 7.º    |
| 1965/66   | 3     | 3.ª          | 16.º   |
| 1966/67   | 4     | Preferente   | 4.º    |
| 1967/68   | 4     | Preferente   | 1.º    |
| 1968/69   | 4     | Preferente   | 5.º    |
| 1969/70   | 4     | Preferente   | 5.º    |
| 1970/71   | 4     | Preferente   | 6.º    |
| 1971/72   | 4     | Preferente   | 14.º   |
| 1972/73   | 4     | Preferente   | 16.º   |
| 1973/74   | 4     | Preferente   | 20.º   |
| 1974/75   | 5     | 1.ª Regional | 8.º    |
| 1975/76   | 5     | 1.ª Regional | 3.º    |
| 1976/77   | 5     | 1.ª Regional | 3.º    |

| Temporada | Nivel | Categoría    | Puesto |
| --------- | ----- | ------------ | ------ |
| 1977/78   | 6     | 1.ª Regional | 1.º    |
| 1978/79   | 5     | Preferente   | 5.º    |
| 1979/80   | 5     | Preferente   | 5.º    |
| 1980/81   | 4     | 3.ª          | 17.º   |
| 1981/82   | 5     | Preferente   | 12.º   |
| 1982/83   | 5     | Preferente   | 17.º   |
| 1983/84   | 5     | Preferente   | 12.º   |
| 1984/85   | 5     | Preferente   | 13.º   |
| 1985/86   | 5     | Preferente   | 9.º    |
| 1986/87   | 5     | Preferente   | 6.º    |
| 1987/88   | 5     | Preferente   | 13.º   |
| 1988/89   | 5     | Preferente   | 18.º   |
| 1989/90   | 6     | 1.ª Regional | 2.º    |
| 1990/91   | 6     | 1.ª Regional | 11.º   |
| 1991/92   | 7     | 2.ª Regional | 2.º    |
| 1992/93   | 6     | 1.ª Regional | 13.º   |
| 1993/94   | 6     | 1.ª Regional | 16.º   |
| 1994/95   | 7     | 2.ª Regional | 3.º    |
| 1995/96   | 7     | 2.ª Regional | 1.º    |
| 1996/97   | 6     | 1.ª Regional | 3.º    |
| 1997/98   | 6     | 1.ª Regional | 3.º    |
| 1998/99   | 6     | 1.ª Regional | 2.º    |
| 1999/00   | 5     | Preferente   | 18.º   |

| Temporada | Nivel | Categoría     | Puesto |
| --------- | ----- | ------------- | ------ |
| 2000/01   | 6     | 1.ª Regional  | 8.º    |
| 2001/02   | 6     | 1.ª Regional  | 12.º   |
| 2002/03   | 6     | 1.ª Regional  | 1.º    |
| 2003/04   | 5     | Preferente    | 10.º   |
| 2004/05   | 5     | Preferente    | 4.º    |
| 2005/06   | 5     | Preferente    | 6.º    |
| 2006/07   | 5     | Preferente    | 8.º    |
| 2007/08   | 5     | Preferente    | 4.º    |
| 2008/09   | 5     | Preferente    | 8.º    |
| 2009/10   | 5     | Preferente    | 3.º    |
| 2010/11   | 5     | Preferente    | 9.º    |
| 2011/12   | 5     | Preferente    | 3.º    |
| 2012/13   | 5     | Preferente    | 2.º    |
| 2013/14   | 4     | 3.ª           | 6.º    |
| 2014/15   | 4     | 3.ª           | 2.º    |
| 2015/16   | 4     | 3.ª           | 4.º    |
| 2016/17   | 4     | 3.ª           | 10.º   |
| 2017/18   | 4     | 3.ª           | 8.º    |
| 2018/19   | 4     | 3.ª           | 7.º    |
| 2019/20   | 4     | 3.ª           | 5.º    |
| 2020/21   | 4     | 3.ª           | 5.º    |
| 2021/22   | 5     | 3.ªRFEF       | 13.º   |
| 2022/23   | 5     | 3.ªFederación | 20.º   |
| 2023/24   | 5     | Preferente    | 4.º    |

## Palmarés
- Campeón del Campeonato Gallego de Aficionados: 3 (1956/57, 1957/58 y 1962/63).
- Campeón de la Preferente Autonómica: 3 (1953/57), 1962/63 y 1967/68).
- Campeón de 1ª Regional: 2 (1977/78 y 2002/03).
- Campeón de 2ª Regional: 1 (1995/96).
- Campeón del "Banco de Bilbao" de Ponteareas: 3 (ediciones I, III e V).

## Uniforme
La primera equipación consta de camisa y medias rojas con pantalón azul, y su segunda equipación consta de camisa verde, pantalón blanco y medias rojas. El equipamiento deportivo es de marca Amura, que tiene su sede en Vigo.

## Estadio
El estadio donde juega el Club Deportivo Choco es el campo municipal de Santa Mariña fundado en 1953 y situado al lado de la N-550 de cara a Pontevedra, en ese mismo campo también juegan y entrenan las categorías inferiores del equipo.